# Raparna roseata
Raparna roseata là một loài bướm đêm trong họ Noctuidae.